# Тонкович, Энди
Эндрю Эдвард «Энди» Тонкович (англ. Andrew Edward "Andy" Tonkovich; 1 ноября 1922 года, Уилинг, штат Западная Виргиния — 2 сентября 2006 года, Инвернесс, штат Флорида) — американский профессиональный баскетболист.

## Карьера игрока
Играл на позиции разыгрывающего защитника. Учился в Университете Маршалла, в 1948 году был выбран на драфте НБА под 1-м номером командой «Провиденс Стимроллерс». Всего в НБА провёл 1 неполный сезон. Всего за карьеру в НБА сыграл 17 игр, в которых набрал 44 очка (в среднем 2,6 за игру) и сделал 10 передач.

## Смерть
Энди Тонкович умер 2 сентября 2006 года в городе Инвернесс (штат Флорида).